# Record du Maroc de natation messieurs du 100 mètres brasse
 (janvier 2012).
Si vous disposez d'ouvrages ou d'articles de référence ou si vous connaissez des sites web de qualité traitant du thème abordé ici, merci de compléter l'article en donnant les références utiles à sa vérifiabilité et en les liant à la section « Notes et références ».
Cet article présente la progression des records masculins du Maroc en natation de style brasse.

## Bassin de 50 mètres
| Temps         | Athlète     | Naissance | Âge | Club | Compétition                | Lieu      | Date             |
| ------------- | ----------- | --------- | --- | ---- | -------------------------- | --------- | ---------------- |
| 1 min 07 s 28 | Adil Bellaz |           |     | USCM |                            | Tunis     | 6 septembre 2001 |
| 1 min 07 s 07 | Amine Fawzi | 1986      | 26  |      | Championnats de France (s) | Dunkerque | 18 mars 2012     |